# Emperatriz viuda Longyu
Yehenara, Emperatriz Xiao Ding Jing (en chino, 孝定景皇后叶赫那拉氏); conocida como la Emperatriz Viuda Longyu (en chino, 隆裕皇后), (nombre de pila: Jingfen 靜芬) (1868 - 1913). Longyu fue la emperatriz consorte del emperador  Guangxu de la dinastía Qing de China. Longyu venía del clan manchú Yehenara y fue también prima de Guangxu, que reinó de 1875 a 1908. También fue sobrina de la emperatriz viuda Cixi. Ella no tenía hijos, y fue más conocida por la firma de la abdicación, en nombre del hijo del emperador, Puyi, en 1911, poniendo fin al gobierno imperial de China.

## Biografía
Lady Yehenara fue elegida como reina consorte, porque su tía, la emperatriz viuda Cixi quería reforzar el poder de su propia familia. Se casó con el emperador Guangxu el 26 de febrero de 1889 y se convirtió en su emperatriz directamente después de la ceremonia de la boda.
Yehenara era odiada e ignorada por el emperador Guangxu, que favoreció a la consorte imperial Zhen del clan Tatala (en chino, 他他拉氏珍妃). Ella socavó a la consorte Zhen por presentando informes y exagerando las historias sobre la naturaleza rebelde de Zhen a la Emperatriz Viuda Cixi. La Consorte Zhen, a su vez instó al emperador Guangxu a ser más independiente y capaz. Zhen también apoyó las nuevas reformas políticas. La Emperatriz Cixi finalmente se puso más hostil con la consorte imperial Zhen  y la envió a un "palacio frío", un lugar reservado para las consortes desfavorecidas de un emperador. Después de enterarse de que la consorte Zhen secretamente apoyó y cooperó con el intento del emperador Guangxu para ganar el poder de manos de la Emperatriz Viuda Cixi, ésta mandó que la ahogaran en un pozo de agua del palacio antes que la corte imperial huyera a la ciudad de Xian cuando Pekín fuera ocupada por ejércitos extranjeros.
Tras el intento fracasado del emperador Guangxu de ganar el poder de manos de la Emperatriz Viuda Cixi, fue encarcelado por la Emperatriz Viuda en una laguna dentro de la antigua residencia imperial. La Emperatriz Yehenara frecuentemente espiaba al Emperador e informaba de todas sus acciones a la emperatriz Cixi. Cuando tanto el emperador Guangxu y Cixi murió en un lapso de tres días, la emperatriz Yehenara se hizo Emperatriz Viuda, con los mismos títulos de honor Long Yu, que significa "Auspiciosa y Próspera".

## El fin de una dinastía
Como emperatriz viuda, Yehenara adoptó al emperador Xuan Tong, Puyi como su hijo tras la muerte del emperador Guangxu en 1908. La emperatriz Cixi había mantenido antes de su muerte que la Dinastía Qing nunca volvería a permitir la  regencia a las mujeres, pero que Long Yu seguiría siendo respetada como la principal figura, y por lo tanto debía ser consultada sobre todas las decisiones importantes. Esta decisión fue en muchos sentidos contradictoria, y cuando  Long Yu asumió el título de emperatriz viuda, en teoría, estaba en condiciones de tomar todas las decisiones más importantes, pero en la práctica, debido a su falta de experiencia en política, en los primeros años de la Corte Imperial estuvo dominada por el joven regente Zaifeng, y luego por Yuan Shikai, que depende de ambos.
Bajo el asesoramiento de Yuan en el otoño de 1911, Longyu acordó firmar la renuncia del emperador Xuantong, de seis años de edad, al tiempo que se aseguraba las condiciones para que la familia imperial siguiera viviendo en la Ciudad Prohibida, y manteniendo sus activos, títulos, y sirvientes. En 1912, la dinastía Qing fue abolida, dando paso a la nueva República de China.
Meses después de la caída de la dinastía Qing, Long Yu murió en Pekín, en 1913, después de una enfermedad. Ella tenía 45 años, y ella fue la única emperatriz de China cuyo ataúd fue transportado desde la Ciudad Prohibida a su tumba en tren. En su funeral, el vicepresidente de la República de China, Li Yuanhong (黎元洪), elogió a Long Yu como "la más excelente de las mujeres".

## Sucesión
| Predecesor: Empress Xiao Zhe Yi | Emperatriz de China 1889 – 1908       | Sucesor: Empress Xiao Ke Min |
| Predecesor: Emperatriz Cixi     | Emperatriz viuda de China 1908 – 1911 | Sucesor: Imperio disuelto    |